# スロベニア

スロベニア共和国
Republika Slovenija

国の標語：なし
国歌：Zdravljica（スロベニア語）
祝杯

1. 
2. 
3. 
4. 

スロベニア共和国（スロベニアきょうわこく、スロベニア語: Slovenija:  [sloˈveːnija]）、通称スロベニアは、中央ヨーロッパに位置する国。首都はリュブリャナ。主要なヨーロッパの文化や交易の交差路である。

## 概要
スロベニアは、西はイタリア、北はオーストリア、南や南東はクロアチア、北東でハンガリーとそれぞれ国境を接している。国土面積は20,273平方キロメートル (7,827 sq mi)で、205万人の人口を擁する。議会制共和国で、欧州連合や北大西洋条約機構の加盟国である。スロベニアはアルプス山脈とディナル・アルプス山脈、地中海のアドリア海沿岸部というヨーロッパの4つの大きな地理に接している。
スロベニアの国土はモザイク状の構造で多様性に富んだ景観や生物多様性があり、この多様性はスロベニア特有の自然と人間が長期的に存在し続けてきたことによってもたらされたものである。丘陵地の気候 であるが、スロベニアの国土は大陸性気候の影響を受け、プリモルスカ地方は亜地中海性気候にも恵まれており、スロベニア北西部では高山気候が見られる。スロベニアはヨーロッパの国々の中でも水が豊かな国のひとつで、密度が高い河川や豊かな帯水層、複数のカルスト地形（クラス地方はカルストの語源）の地下水流をもつ。スロベニア国土の半分以上は森林に覆われている。スロベニアの集落は分散しており、一様ではない。
スラヴ語派やゲルマン語派、ロマンス諸語、フィン・ウゴル語派などの言語や文化のグループはスロベニアにおいて均質的でないが、人口ではスロベニア人が優勢である。スロベニア語はスロベニア唯一の公用語であり、イタリア語やハンガリー語などは少数言語となっている。スロベニアの大部分は宗教と分離されているが、文化やアイデンティティの面ではカトリック教会やルーテル教会の大きな影響を受けている。
スロベニアの経済は小規模で輸出志向型工業化の経済 であり、世界の経済情勢に常に左右されている。また、スロベニアの経済は2000年代後半の欧州経済危機によって厳しい痛手を負った。主要な経済は第三次産業で、工業や建設がそれに続く。
何人ものスロベニア人がスポーツ界で成功しており、特にウィンタースポーツ、ウォータースポーツ、登山、耐久性が要求されるエンデュランススポーツで顕著である。
歴史的に現在のスロベニアの領域は様々な国により支配されており、その中にはローマ帝国や神聖ローマ帝国、それに続くオーストリア帝国なども含まれる。1918年、スロベニアは国際的には認められなかったものの、自己決定権を行使し他民族と共同でスロベニア人・クロアチア人・セルビア人国を樹立し、後にユーゴスラビアというひとつの国家となった。第二次世界大戦中、スロベニアはナチス・ドイツやイタリア王国、クロアチア独立国、ハンガリー王国に占領や併合されていた。戦後は新たに樹立したユーゴスラビア社会主義連邦共和国の共和国の一部となった。1991年6月に複数政党制の間接民主制を導入し、スロベニアはユーゴスラビアから独立。2004年にはNATOとEUに加盟し、2007年には元共産主義国としては最初にユーロ圏へ加わり、2010年にはOECD(経済協力開発機構)に加盟している。

## 国名
正式な国号はスロベニア語で Republika Slovenija （レプブリカ・スロヴェニヤ）。通称は Slovenija 。公式の英語表記は Republic of Slovenia 。通称 Slovenia 。スロベニア共和国政府による日本語の公式表記は「スロヴェニア共和国」。ただし、日本の外務省による日本語の公式表記は、「スロベニア共和国」。通称「スロベニア」。古くは斯洛文尼亜という漢字表記が用いられた事もあった。
語源については諸説ある。一つに、スロバキアと同じく「スラブ」（Slav）と同源であるとする説があり、両国名の類似の原因をこれに求める意見がある。「スラブ」は古スラブ語で「栄光」や「名声」を意味する sláva に由来している。一方、「言葉」や「会話」を意味する slovo に由来するとの説もある。9世紀ごろのスラブ民族は、自らを「スロヴェーネ」（slověne：同じ言葉を話す＝意思疎通が出来る人々）と呼んでいたとされる。現代英語でスロベニア人に対する総称（デモニム）は Slovenian と Slovene であるが、後者は上述の slověne に由来する。

## 歴史

### 中世・近世

1400年の神聖ローマ帝国。スロベニアが領域に含まれている。

6世紀ごろに南スラヴ人が定着する。7世紀には初の南スラヴ系のカランタン人による国家であるカランタニア公国が成立する。カランタニアはその後、バイエルン人、ついでフランク王国の支配下にはいる。

この地域はその後もフランクの遺領として扱われ、14世紀以降、東フランク王国、すなわち後の神聖ローマ帝国に編入された。そのために、同様に神聖ローマ帝国領となった現在のチェコともども西方文化とカトリック教会の影響を強く受け、他の南スラブ人地域と異なった歴史的性格をスロヴェニアにもたらすことになる。
15世紀にはハプスブルク家（オーストリア公国）の所領となり、以降オーストリア大公国、オーストリア帝国そして1867年にオーストリア＝ハンガリー帝国領となった。
19世紀初頭、ナポレオン・ボナパルトのフランス帝国による支配を受ける。フランス統治下ではイリュリア州が設置され、スロベニア語が州の公用語のひとつとなった。1809年から1813年の間、リュブリャナはフランス第一帝政イリュリア州の首都だった。これは、スロベニア語が公的地位を得た初めてのことであり、文語としてのスロベニア語の発展は勢いづいた。ナポレオンが去ると、ウィーン会議で締結された議定書によって再びオーストリア領となった。

### 近代

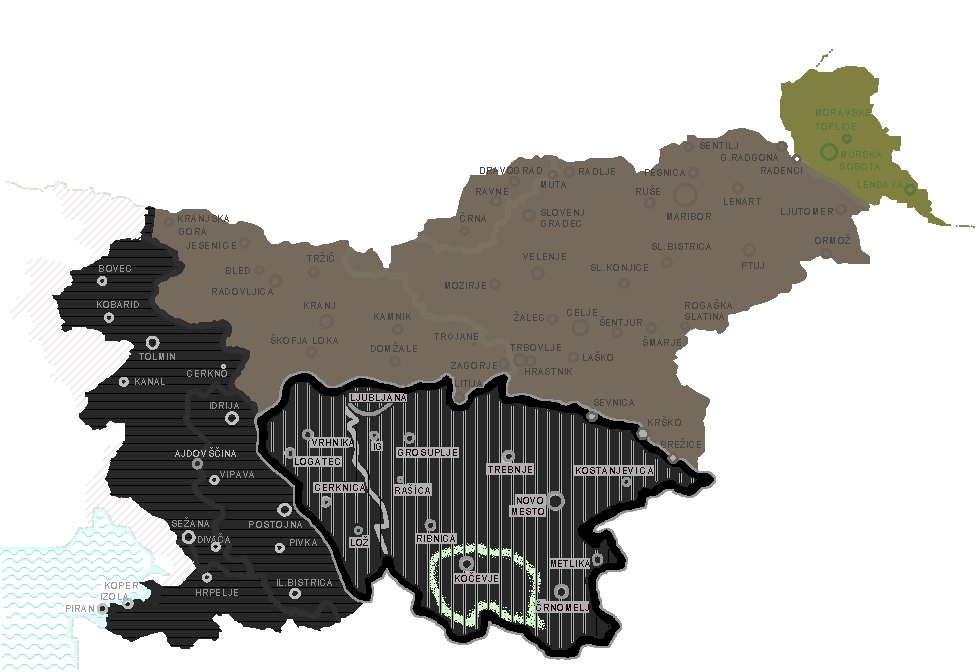
枢軸国により分割されたスロベニア。灰色がドイツ、緑がハンガリー、残りがイタリア占領地で、後に縦縞の部分がクロアチア独立国統治下となる。

その後1918年に第一次世界大戦が終了しオーストリア＝ハンガリー帝国が解体されると、セルビア王国の主張する「南スラヴ人連合王国構想」に参加。セルビア人・クロアチア人・スロベニア人王国の成立に加わった。この際スロベニアの一部地域ではオーストリアとの経済的・文化的な結びつきが強かったため、住民投票が行われ、オーストリア共和国に帰属するか、セルビア人・クロアチア人・スロベニア人王国に帰属するかを住民投票で決めた地域が存在する。この王国は、1929年にユーゴスラビア王国に改称した。
1941年4月にユーゴスラビアに枢軸国が侵入すると、スロベニアの首都リュブリャナは同年4月10日までにドイツ国防軍により占領された。ナチス・ドイツの同盟国のイタリア王国はスロベニア沿岸地方を自国の領土と考えていたため、後にリュブリャナはベニート・ムッソリーニ指揮下のイタリア軍によって統治され、北東の一部の地域はハンガリーが占領、さらにクロアチア独立国が成立するとイタリア占領地域のうち南東部がクロアチア統治下となり、スロベニア人の住む地域は都合4つの勢力(実質的には3勢力)によって分断された。占領に反対した右派ナショナリストたちはロンドンに逃れたユーゴスラビア王国亡命政府を支持したが、後に枢軸陣営に加わった。他方、共産主義者たちはヨシップ・ブロズ・チトーのパルチザンに加わり、ドイツ軍などと戦った。
パルチザンはスロベニアを含むユーゴスラビア全土を武力でドイツ軍から解放した。大戦前はイタリア領とされていたイストリア半島（イストラ半島）はユーゴスラビア領となり、スロベニアはコペル周辺で海岸線を手に入れることとなった。また、スロベニア人が多く住むオーストリアのケルンテン州の一部も求めたが、この要求は認められなかった。

### 社会主義時代

ユーゴスラビア社会主義連邦共和国とその構成国

1945年、社会主義体制となったユーゴスラビアに復帰し、ユーゴスラビアの構成国のスロベニア人民共和国となる。ユーゴスラビアでは戦後一貫して政治・経済の分権化が進められていた。社会主義のユーゴスラビアは、ソビエト連邦の影響下に置かれた東側諸国とは異なる独自の路線をとっていた。政治の分権化と自主管理社会主義はその典型例であり、政治においては連邦から共和国、そして自治体へと権限が移管され、経済でも末端の職場に大きな権限が与えられていた。そのためそれぞれの地域では、その地域性を生かした独自の経済政策を採ることが可能であった。また、ユーゴスラビアがソビエト連邦と距離をおき、西側諸国との友好関係を維持していたこともスロベニアには有利に働いた。中央の意向に縛られることなく、西側諸国に隣接する先進的工業地帯というスロベニアの利点を最大限に発揮できたため、スロベニア経済は大きく発展し、1980年代になると他のユーゴスラビア内の諸地域に大きく差をつけるようになっていた。
政治に関しては、ユーゴスラビアでは比較的言論の自由が認められており、またその地方分権政策によってスロベニアをはじめ各共和国は大きな裁量を手にしていた。スロベニアでは、更なる独自の権限を求める声、連邦からの独立を求める声は次第に高まっていった。1980年代にユーゴスラビアが経済苦境に陥ると、スロベニアではその原因が連邦にあると考えた。連邦は通貨発行など一部の経済政策のみを握っていたが、経済改革を進めるために過度に分権化した経済政策の集権化を求めていた。また経済先進地域であるスロベニアが連邦に支払う負担金が、コソボやマケドニアなどの貧しい地域のために使われているという不満から、スロベニア共和国は連邦政府の経済改革を妨害し、連邦に対して支払う負担金を一方的に削減し、連邦に対する反発をあらわにしていった。
さらに、セルビアではユーゴスラビア連邦におけるセルビア人の支配力拡大を狙うセルビア民族主義者のスロボダン・ミロシェヴィッチが台頭し、ミロシェヴィッチはモンテネグロ、ヴォイヴォディナ、コソボの政府を乗っ取って支配力を強め、スロベニアに対しても圧力を強めていた。
こうしたことによって、スロベニアは連邦からの離脱を決意した。連邦からの離脱権を明記した新しい共和国憲法を制定すると、議会での決定と住民投票を経て、1991年6月にユーゴスラビアとの連邦解消とスロベニアの独立を宣言した。

### 独立後

2004年のEU加盟国

短期的、小規模な十日間戦争を経てスロベニアは完全独立を果たした。1992年5月、連邦構成国だった隣国クロアチア、同じく連邦内にあったボスニア・ヘルツェゴビナと同時に国際連合に加盟した。同時期に連邦を離脱したクロアチア、ボスニア・ヘルツェゴビナでは激しい内戦が続いた中、スロベニアではユーゴスラビアという市場を失ったこともあり、1991年から1992年にかけて経済不振が続いたものの、その後はヨーロッパ志向を強め、経済は回復に向かった。政治面においては、ユーゴスラビア離脱前から民主的な制度の整備が強力に進められてきたこともあり、他のどの旧ユーゴスラビア諸国よりも早く、民主的体制が整えられていった。2004年3月にはNATOに、同年5月1日に欧州連合（EU）に加盟した。2008年には、2004年に新規加盟した国々の中で初めて欧州連合理事会議長国を務め、同年2月にコソボが独立を宣言したことによる一連の危機の対応にあたるなど、議長国として欧州連合の中で指導力を発揮した。

## 政治

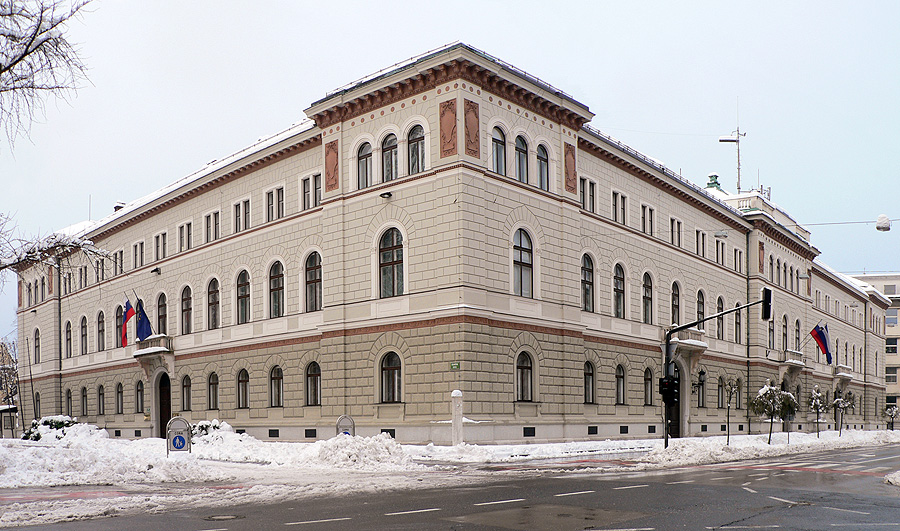
政府・大統領官邸

### 独立後の政治
ユーゴスラビア末期の壊滅的な経済苦境、そして台頭するセルビア民族主義への反発から、スロベニアはユーゴスラビアからの独立を志向するようになった。1989年9月にはユーゴスラビア連邦から合法的に離脱する権利を記したスロベニア共和国憲法の改正案が共和国議会を通過する。1990年4月、第二次世界大戦後初の自由選挙を実施。共産党政権は過半数の票を集めることができず、野党連合のデモスが勝利した。首相には第三党のスロベニアキリスト教民主党のロイゼ・ペテルレ党首が選ばれている。同時に、共産党の改革派だったミラン・クーチャンが大統領となった。
1991年6月に独立を発表すると、スロベニア国内に基地を置いていたユーゴスラビア連邦軍と戦闘状態に入るが、7月には停戦に成功、同年10月には連邦側が独立を認めた。12月23日には現在の憲法が有効となり、複数政党制と大統領制が確立する。
1992年12月には独立後、第1回となる大統領選挙を実施、ミラン・クーチャンが選ばれた。同氏は1997年11月にも再選されている。2000年10月の総選挙では自由民主主義党が第1党となったため、連立政権が発足した。2002年12月の大統領選挙ではヤネス・ドルノウシェク首相が当選した。2007年12月、リュブリャナ大学法学部副学部長のダニロ・テュルクが大統領に就任した。

### 政治制度
国家元首の大統領は任期5年で、国民の直接選挙によって選出される。行政府の長である首相は議会の下院が総選挙後に選出し、大統領によって任命される。
立法府は両院制をとっている。下院（国民議会）は定数90で、うち40議席を小選挙区で、残る50議席を比例代表で選出する（小選挙区比例代表併用制）。任期は4年。上院（国民評議会）は定数40で、各種団体による間接選挙で選出される。任期は5年。上院の立法権限は下院よりも弱く、諮問機関としての性格が強いが、国民投票を行うか否かの決断を下す権限を有する。
2023年10月時点の主要政党として、中道左派の自由運動党と中道右派のスロベニア民主党がある。
2022年4月に行われた国民議会議員選挙では、自由運動党が第一党となった。同党党首のロベルト・ゴロブは社会民主党など2党と連立政権の発足で合意し、6月に新政権が発足した。
司法権は、国民議会によって選出された裁判官によって執行されることが法律で定められている。スロベニアの司法権は、一般的な責任を負う裁判所と、特定の法的分野に関連する問題を扱う専門裁判所によって実施される。憲法裁判所は9年の任期で選出された9人の裁判官で構成されている。
また、国家検察庁は、刑事犯罪の容疑者に対して提起された事件を起訴する責任を負う独立した国家機関として機能している。

### 政治問題
スロベニアはユーゴスラビア時代から経済的な先進地域であり、ユーゴスラビア紛争が収束する中でセルビア人、クロアチア人労働者を受け入れてきた。しかし、EUではEU内の労働者の移動、就労は自由化されるが、一方でEU外の労働者の受け入れは厳しく制限される。そのため、2004年のEU加盟に前後してセルビア人労働者を制限する方向に転換しており大きな政治焦点になっている。

## 国際関係

### 日本との関係
スロベニアが独立した一年後の1992年に、日本・スロベニア両国が国交を結んだ。翌1993年、東京に在日スロベニア大使館が設置された。2006年には、スロベニアで日本の在スロベニア大使館が開かれた。2013年には、ボルト・パホル大統領が訪日し、続いて日本の文仁親王・同妃がスロベニアを訪れた。さらに、2015年には武藤容治外務副大臣らがスロベニアを訪れた。また、2016年9月30日に、岸信夫外務副大臣とシモナ・レスコヴァル駐日スロベニア大使との間で、租税条約の署名が行われた。続く2016年10月にはミロ・ツェラル首相が日本を訪問し、安倍首相と共に二国間関係を確認した。

## 軍事

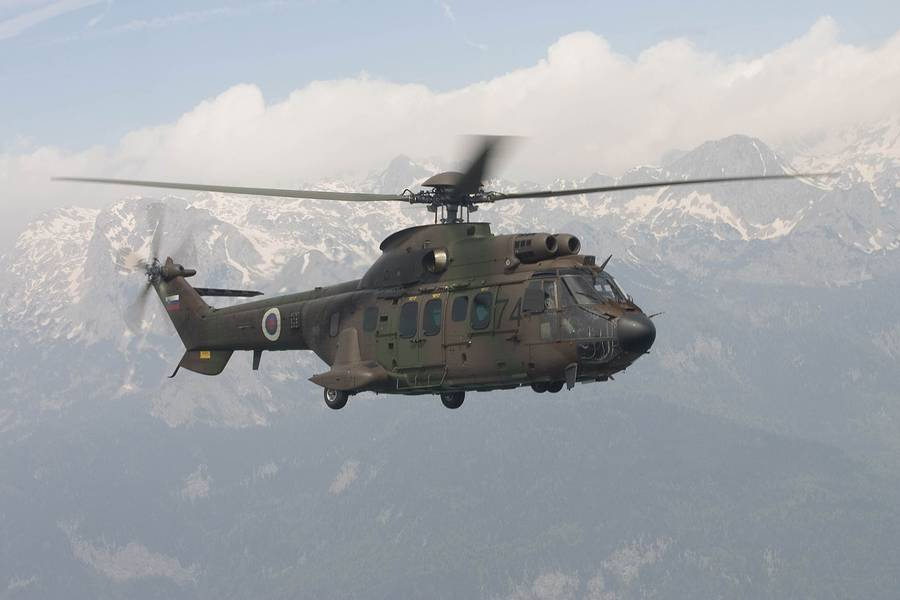
スロベニア軍の保有する軍事ヘリコプター「ユーロコプター AS532 クーガー」

スロベニア軍は志願制であり、大統領を最高指揮官とし、国防省の管理下に陸軍、海軍、空軍及び防空軍が置かれている。2003年に徴兵制が廃止されて以来、プロフェッショナルによる完全な軍隊として編成されている。2004年に北大西洋条約機構に加盟した。

## 地理

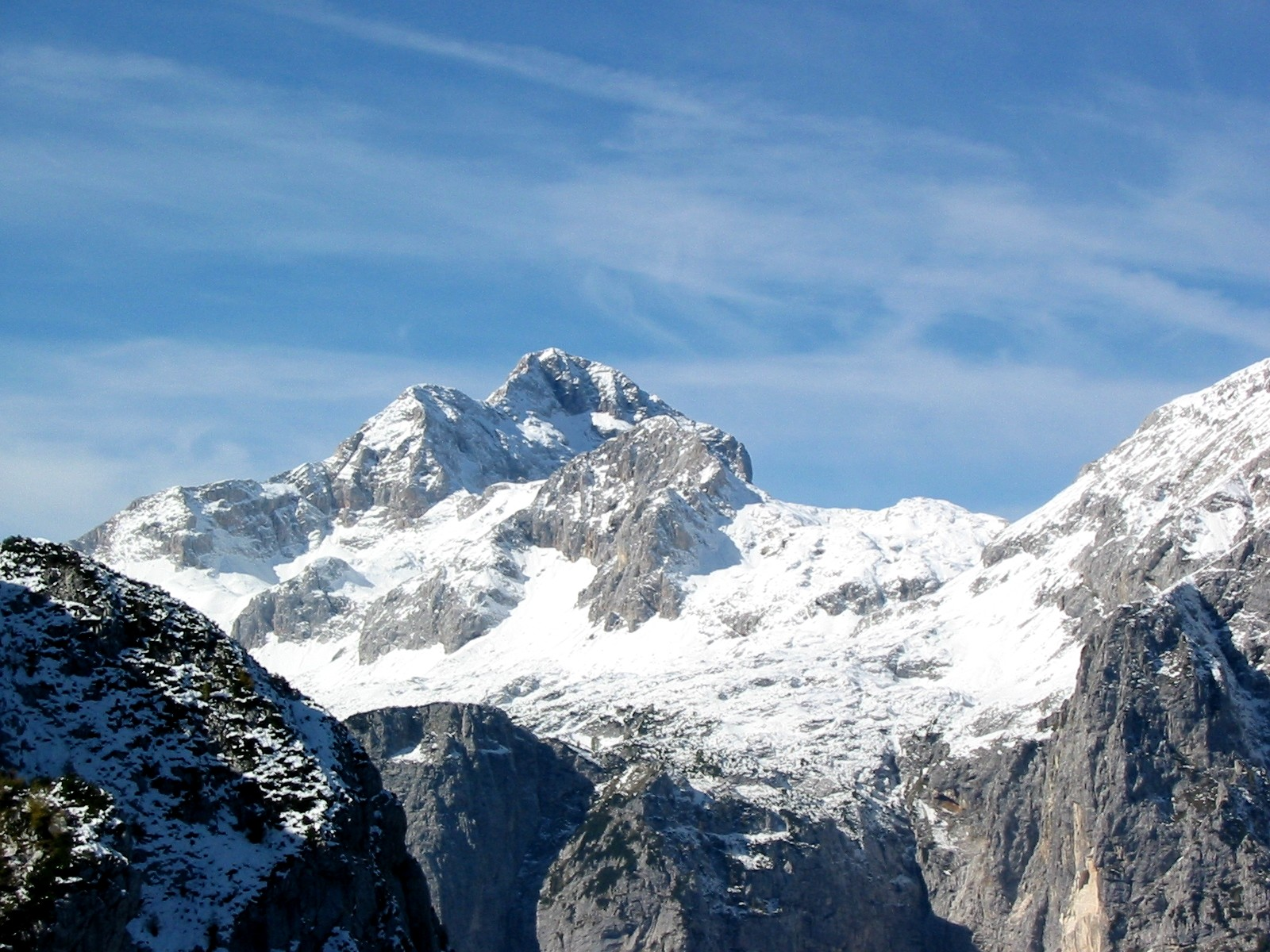
最高峰トリグラウ山

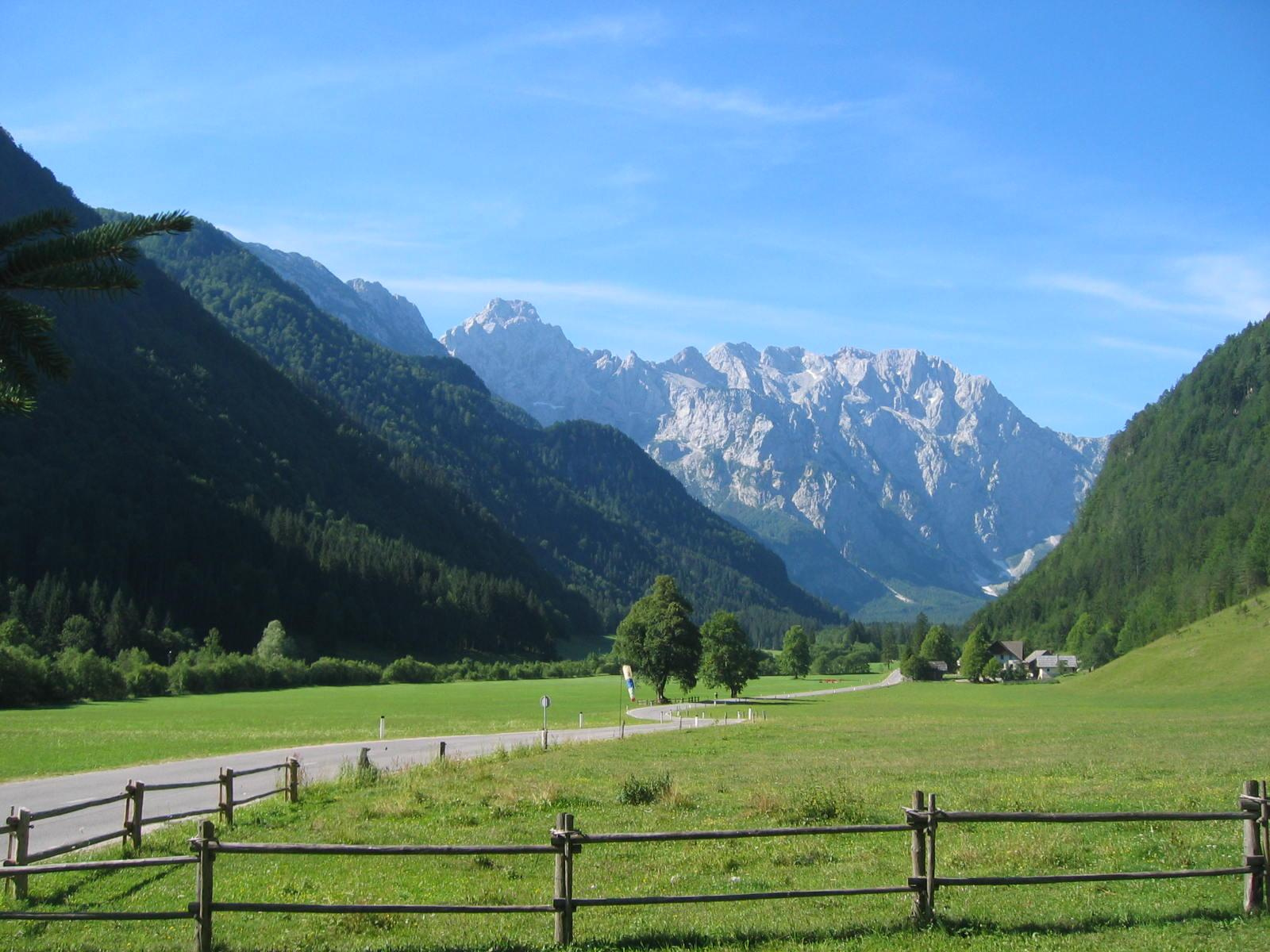
ロガースカ渓谷

スロベニアは、アルプス山脈の南端、ジュリア・アルプス山脈の山々の麓に位置する山岳国である。特に北部は高峰が連なり、スロベニア最高峰トリグラウ山は山域全体がスロベニア領であること、特徴的な山容が首都リュブリャナからでも見えるため、国の象徴となっている。 登山や山岳スキーに世界中から観光客がやってくるスロベニア・アルプスはオーストリアとの国境ともなっている。
また、イタリアのトリエステとクロアチアの世界遺産プーラに挟まれたアドリア海の最奥の海岸線の一部も国土であり、貿易港のコペルや、ポルトロシュなどヴァカンス向きのリゾート地がある。アルプスとアドリア海の両方を持つ風光明媚な国である。
これに対し、クロアチアへと続くスロベニアの内陸部は石灰岩からなるカルスト地形で荒涼とした風景が広がる不毛の土地である。もともと地理用語の「カルスト地形」はスロベニアの地名に由来しており、クロアチア国境に近いクラス地方（Kras、ドイツ語名:カルスト）が「カルスト」の語源である。カルスト地形の窪地・穴を表すドリーネも、スロベニア語の谷に由来する。スロベニアは鍾乳洞の宝庫で、リュブリャナの西には巨大なポストイナ鍾乳洞がある。延長24kmに及ぶ。
首都リュブリャナからハンガリーにかけてはハンガリー大平原の西の端でなだらかな地形が続き、穀倉地帯である。そして、スロベニアはハンガリーとともに隠れた温泉国でもある。

## 地方行政区分

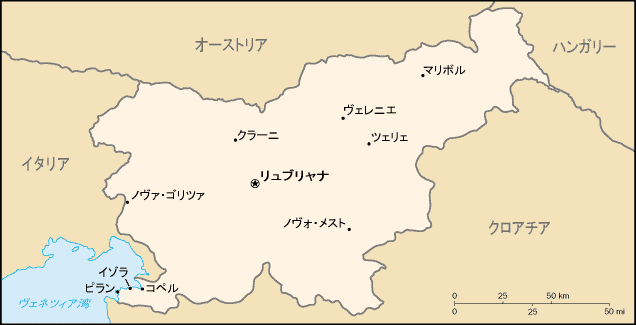
スロベニアの地図

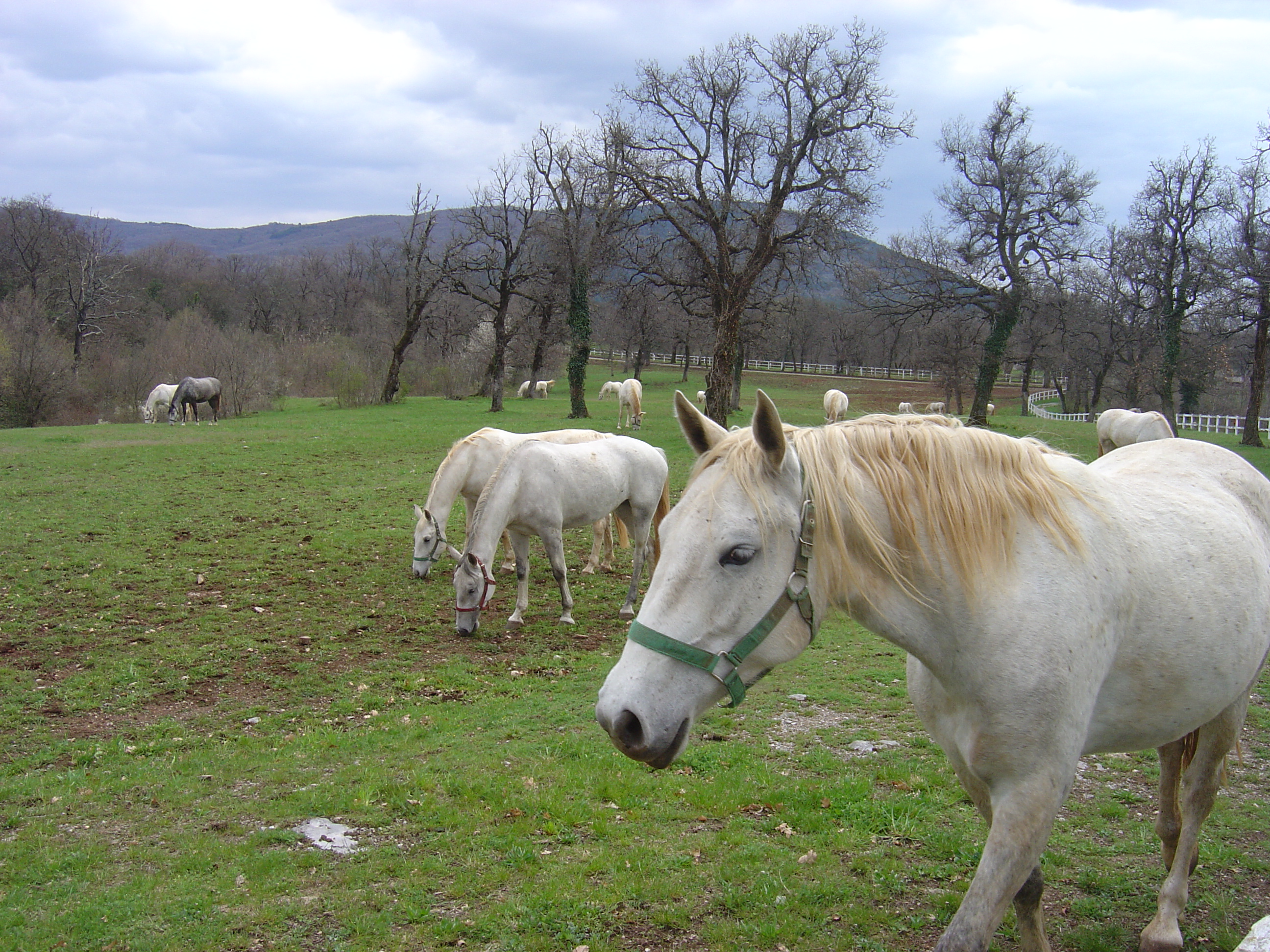
リピッツァナー

スロベニアは、193の市（自治体）に分かれる。そのうち、特に人口の多い11の市は特別の地位にある（日本の政令指定都市に相当）。以下にあげるのはその11の市で、カッコ内はドイツ語・イタリア語名である。
- ヴェレニェ（ヴェラン） - 旧ユーゴスラビア時代にチトヴォ・ヴェレニエと改称していたことがある。(1981-1991)
- クラーニ（クラインブルク） - かつて地方政権の首都だった古都。
- コペル（カポディストリア） - 海に面する国土が少ないスロベニアの唯一の商業港。
- スロヴェン・グラデツ（ヴィンディッシュグラーツ）
- ツェリェ（ツィリ） - スロヴェニア第三の都市。ハルシュタット文明時代から
- ノヴァ・ゴリツァ（ノイゲルツ） → 参照:イタリア領ゴリツィアと双子都市。
- ノヴォ・メスト（ルドルフスヴェルト） - 先史時代より居住の歴史がある。
- プトゥイ（ペッタウ） - スロベニア最古の都市の一つであり、石器時代から人の定着が見られる。
- マリボル（マールブルク・アン・デア・ドラウ）- スロベニアの第二の都市であり東部の中心都市でもある。人口は11万人（2002年）
- ムルスカ・ソボタ（オルスニッツ）
- リュブリャナ（ライバッハ）- 首都、人口26万人（2002年）はスロベニアの最大の都市。

その他の都市：
- リピツァ（ライプニッツ）：馬の品種「リピッツァナー」の名称由来 で知られる
- コチェーヴィエ（ゴットシェー）

## 経済

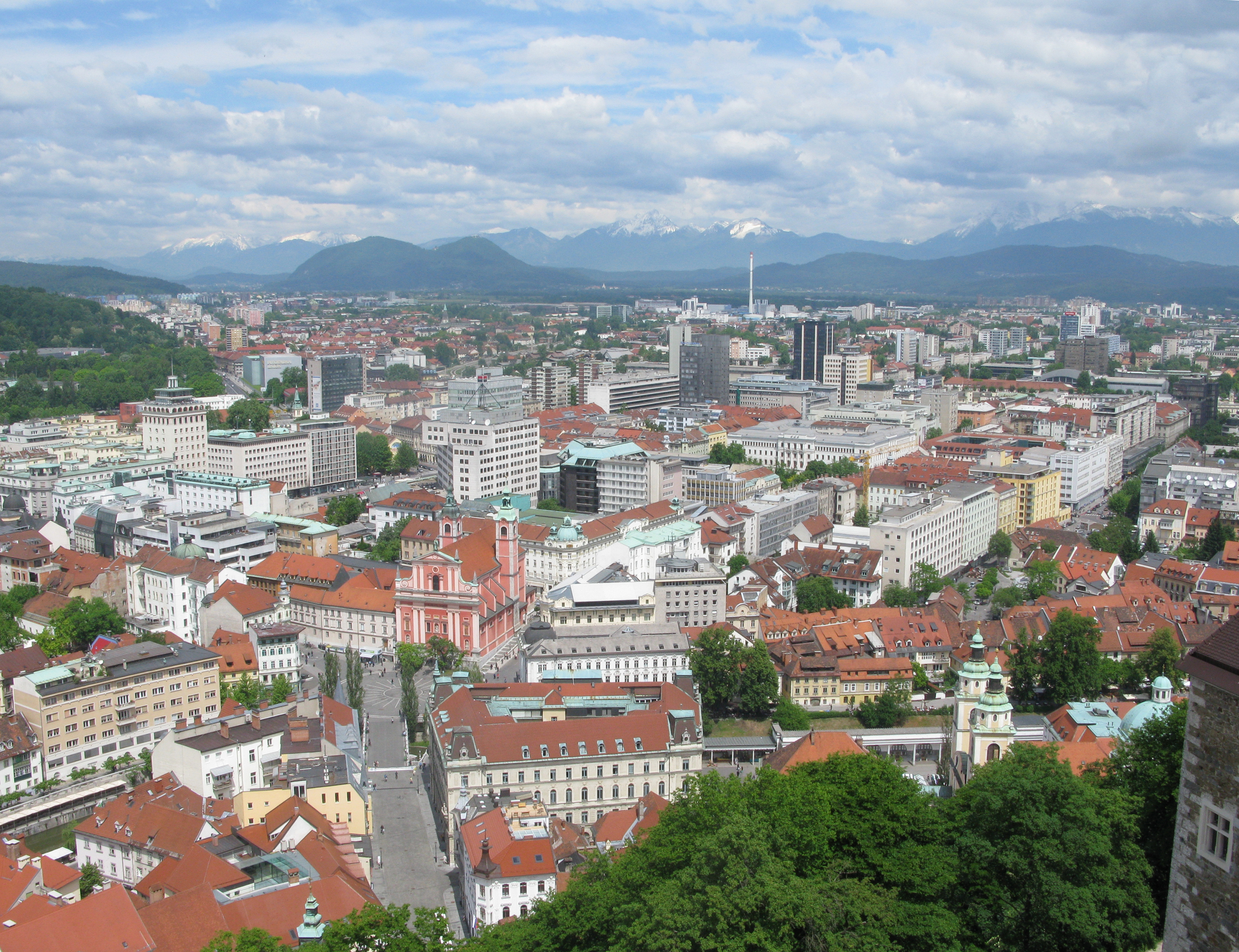
首都リュブリャナ

スロベニアは先進国に分類される。1991年10月のユーゴスラビア連邦からの離脱により、既存の連邦市場から切り離されたこと、連邦内の分業体制から外れたことにより、一時的に経済が不安定化した。独立時に導入した新通貨トラールの信用も高くはなかった。しかし連邦内の内戦からは距離を置くことができたため、交通輸送、エネルギーなどの社会的インフラを無傷で保持できた。このため、経済成長にもかげりが見えない。例えば、2000年のGDPは前年比4.6%成長しており、その後も3%、2.9%と順調に推移している。旧共産圏随一の生活水準を誇り、国民1人当たりのGDPはスペインを上回る。失業率は2000年時点で11.9%と、イタリアを含む周辺諸国と同水準である。近年は消費者物価の上昇に悩まされており、2000年以降、消費者物価の上昇率は8-9%と高い。リーマンショック後はスロベニア「史上最悪」の経済危機にあり、近いうちに国際的な救済措置を受ける事態に陥るのではないかという報道が出ていた。
ユーゴスラビア連邦内では工業を担っていた。繊維産業を筆頭に、組み立てを含む電気機器製造、金属加工業が充実している。農業国でもある。主食となる穀物栽培と商品作物の生産にバランスが取れていることが特徴。貿易では機械の加工貿易の比重が極めて高い。
一方で、観光業も主要産業の一つとして確立されている。
通貨については、インフレ率の低下などに伴い基準を満たしたため、EUの新規加盟国の先頭として2007年1月1日にユーロへ移行している。2010年には、
エストニア、イスラエルとともにOECDに加盟している。
なお、以下の統計資料はFAOのFAO Production Yearbook 2002などを用いた。

### 鉱工業

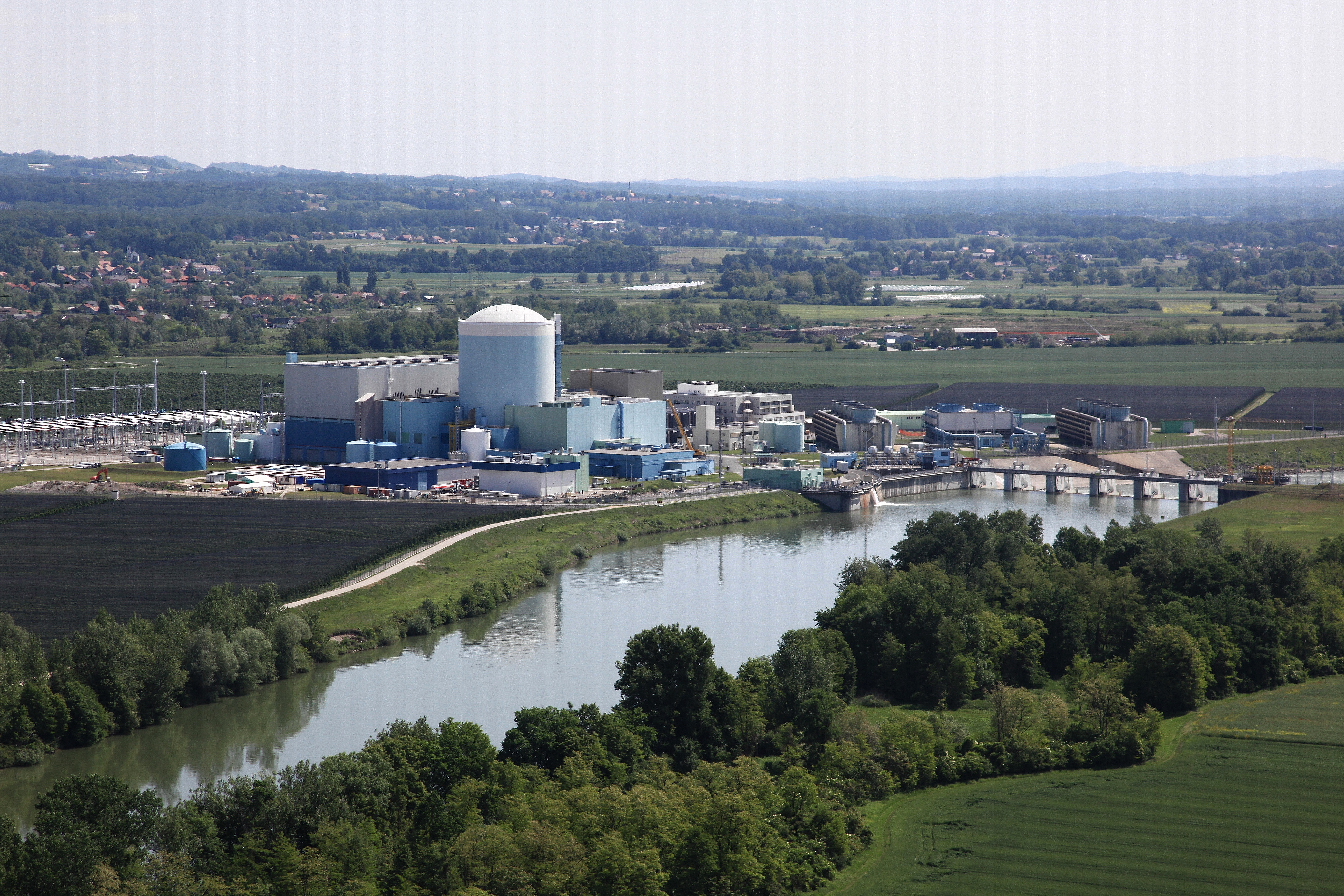
クルシュコ原子力発電所

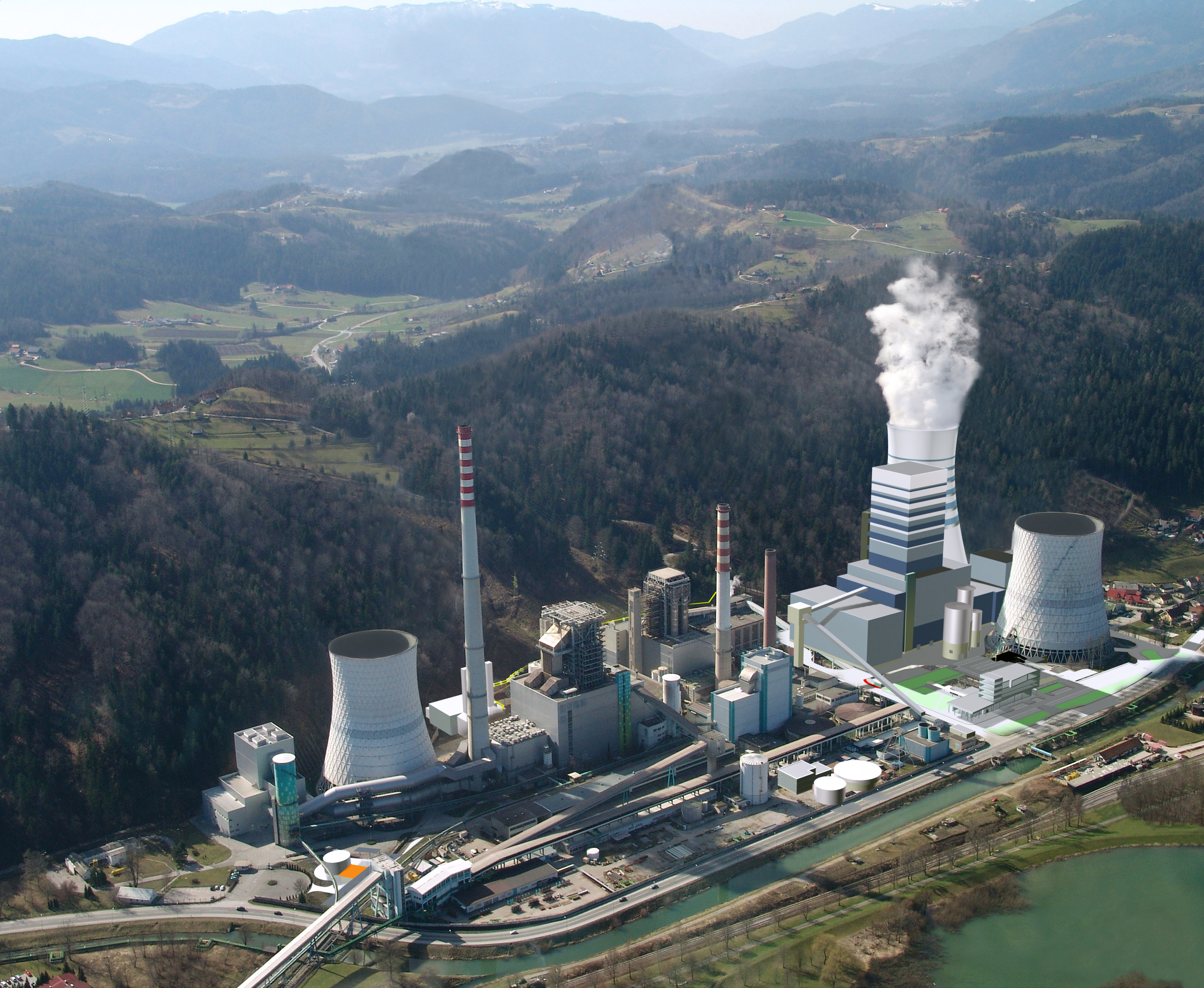
ショシュタンジ火力発電所

地下資源には恵まれておらず、石灰岩以外には天然ガスと品質の低い石炭を産出するのみである。しかしながら、自国の石炭と豊富な水力をエネルギー源として利用できるため、貿易に占める化石燃料の比率は12%と高くない。主な産出地を挙げると、原油や天然ガスはプレクムリェ地方、水銀鉱山はイドリヤ（ただし1977年に廃止された）、石炭はトルボヴリェ、ザゴリェ・オプ・サヴィ、フラストニク、亜炭鉱山はノヴォ・メストである。
電力生産は116億8200万キロワット時で、内訳は火力が40%、水力が25%、原子力が35%である（1993年）。2018年の正味エネルギー生産は 12,262 GWh、消費は 14,501 GWh であった。水力発電所は 4,421 GWh を発電し、火力発電所は 4,049 GWh を発電し、クルシュコ原子力発電所は 2,742 GWhを発電した。2018年末には、太陽光発電モジュールとバイオガス発電所が設置されている。2017年と比較して、再生可能エネルギー源はエネルギー消費全体に 5.6 %ほど多く貢献している。スロベニアは太陽光および風力エネルギー源の分野でより多くの電力生産を追加することに関心を示しているものの、マイクロロケーションの決済手順が、この取り組みの効率に多大な影響を与える懸念を持つ為、同国においては自然保護とエネルギー生産施設のジレンマから問題視されている。
工業では、絹織物の生産が際立つ。生産量1036万平方メートル（1995年）は世界第10位である。
麻薬精製の原料である無水酢酸の押収量が世界で最も多い。

### 農林水産業
全土がケッペンの気候区分でいう温暖湿潤気候と西岸海洋性気候に覆われているため、気候は農業に向いている。しかしながら起伏に富んだ地形が広がるため、耕地面積は全土の14.1%と少ない。
ビールの原料となるホップ生産は2002年時点で世界第8位（シェア2.0%）を占める2000トン（ジャレツでの栽培が盛ん）。主食となる穀物では約2/3がトウモロコシ、残りが小麦。漁業は未発達であり、年間漁獲高は2000トンに達しない。穀倉地帯は平坦な土地が広がるリュブリャナ周辺やプレクムリェ地方である。またブドウの栽培とワインの醸造は古い歴史を持ち、ポドラヴェやポサヴェ、プリモルスカなどで年間8000万から9000万リットルのワインが製造されている。
牛や豚、羊などの家畜も飼育されており、そしてカルスト地方のリブニツァという村では昔からウィーンの宮廷でパレードなどに使われる儀典用馬の飼育がなされている。

### 貿易

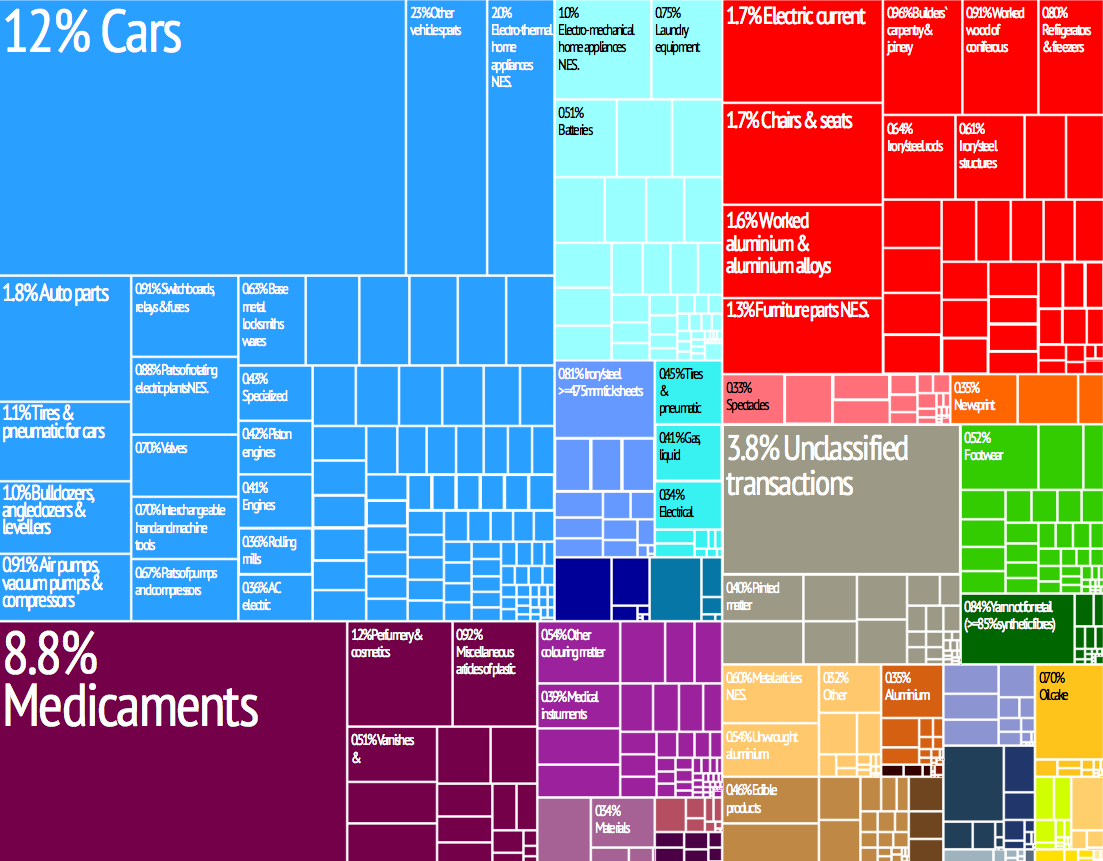
色と面積で示したスロベニアの輸出品目

2002年時点では、輸入額109億ドルに対し、輸出額が95億ドルであるため、貿易赤字の状態である。これを11億ドルの観光収入などで埋め合わせているため、貿易外収支を含めると、バランスの取れた状態であると言える。貿易依存度は輸出43.1%、輸入49.8%と非常に高い（例えば隣国イタリアはいずれも20%程度）。国際貿易港はコペルである。他にもピランとイゾラに小さな港がある。

#### 輸入
2002年時点では、主な輸入品目は工業製品であり、金額にして80%を超える。次いで、原料・燃料、食料品である。細目では、一般機械、自動車、電気機械の順。輸入相手国はドイツ (19.1%)、イタリア、フランスの順であり、対EUが60%を超える。旧ユーゴスラビア諸国に対しては、クロアチアが3.6%と最も高いが、輸入相手国としては重要ではない。

#### 輸出
主な輸出品目は工業製品であり、金額ベースで90%を超える。輸入品目と合わせると、スロベニアが加工貿易に強いことが理解できる。細目では、電気機械、自動車、一般機械の順である。輸出相手国はドイツ (24.7%)、イタリア、クロアチアの順である。

#### 日本との関係
2003年時点で、輸入9665万ドルに対し、輸出3172万ドルと、貿易赤字である。主な輸入品目は自動車 (58.0%)、オートバイ、医薬品、輸出品目は、衣類、家具、スキー用品となっている。リュブリャナ大学とマリボル大学その他の一般講座で日本語教育が実施されている。2010年からスロベニアの経済に投資している。日本では1998年にはトヨタ自動車株式会社の海外支部である、トヨタ・アドリアが成立し、輸出入に関する事業を行なっている。また、安川電機は2018年までにリブニツァに新たな工場を建設する予定である。現場では、170人の仕事場を作る予定であり、全投資予算数は2100万ユーロとされている。2016年には関西ペイント株式会社がヘリオスを買収し、新製品の開発を行う見通しがある。その他にも、パナソニック株式会社はゴレニェ(Gorenje)に投資しており、株式会社ダイヘンはポムリエ地方(プレクムリェ地方)でダイヘンヴァルストローイを建設した。未だスロベニアから日本経済への投資は著しくないが、2017年2月にはスラットナー・アジア社が日本に創設され、同社はスキー用品の販売を開始すると共に、日本を含むアジア各国のスキー場施設の幅広いビジネスを展開する予定である。

### 観光

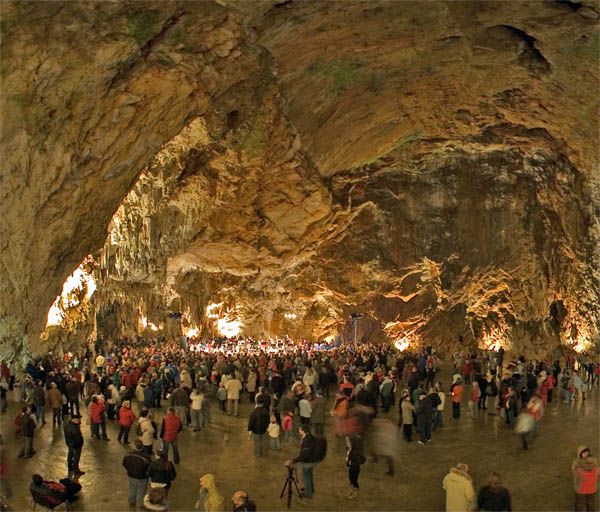
ポストイナ鍾乳洞のコンサートホールと呼ばれる広場

代表的な観光資源は首都リュブリャナ、アルプス山脈（トリグラウ山（2864m）、ブレッド、ボーヒニなど）、アドリア海（コペル、ピラン）、カルスト地方の洞窟（シュコツィアン洞窟群、ポストイナ）、温泉である。

## 国民
| 民族構成（スロベニア） | 民族構成（スロベニア） | 民族構成（スロベニア） | 民族構成（スロベニア） | 民族構成（スロベニア） |
| ---------------------- | ---------------------- | ---------------------- | ---------------------- | ---------------------- |
|                        |                        |                        |                        |                        |
| スロベニア人           | スロベニア人           |                        | 89%                    | 89%                    |
| クロアチア人他         | クロアチア人他         |                        | 10%                    | 10%                    |
| その他                 | その他                 |                        | 1%                     | 1%                     |

スロベニアは民族的に均質であると言われ、1981年までの国勢調査では9割以上がスロベニア人であったが、その後は旧ユーゴスラビア諸国を中心に世界から移民が流入し、2002年にはスロベニア人の割合が83％まで落ちた。
住民はスロベニア人が89%、旧ユーゴスラビア系の住民（クロアチア人、セルビア人、ボシュニャク人など）が10%、マジャル人（ハンガリー人）やイタリア人が0.5%である。マジャル人とイタリア人は議会内に1議席ずつ代表を持つ。ドイツ系住民は、他の国と比較すると多くない。

### 言語
言語は、スロベニア語が公用語になっている。ユーゴスラビア時代、多くの国民は教育によってセルビア・クロアチア語を習得しており、一定以上の世代ではセルビア・クロアチア語の通用度が高い。独立後の教育では、第二言語としては、英語が最もよく教えられているが、ドイツ語も広く通用する。

### 婚姻

#### 同性婚
スロベニアは、2017年2月24日付でシビル・ユニオンを法的に容認しており、2022年7月8日付で同性婚が合法化されている。

### 宗教
宗教は、ローマ・カトリックが2/3以上、その他は無神論者、東方正教（主にセルビア正教、マケドニア正教）、イスラム教などである。

## 治安
2022年07月05日時点で外務省は、「スロベニアは、比較的治安が良いと言われていますが、人口あたりの犯罪発生率は日本の約4倍に上ります。旅行者を対象とした、スリや置き引きの被害が発生しており、注意が必要です。」としている。
但し、スロベニアの犯罪件数は2020年時点で 53,485件であり、2018年時点では 56,699件で、2019年時点では 55,120件であることから、発生は徐々に少なくなり始めている点が窺える。　　

## マスコミ
代表的なWebメディアにはシオールが挙げられている。

## 文化

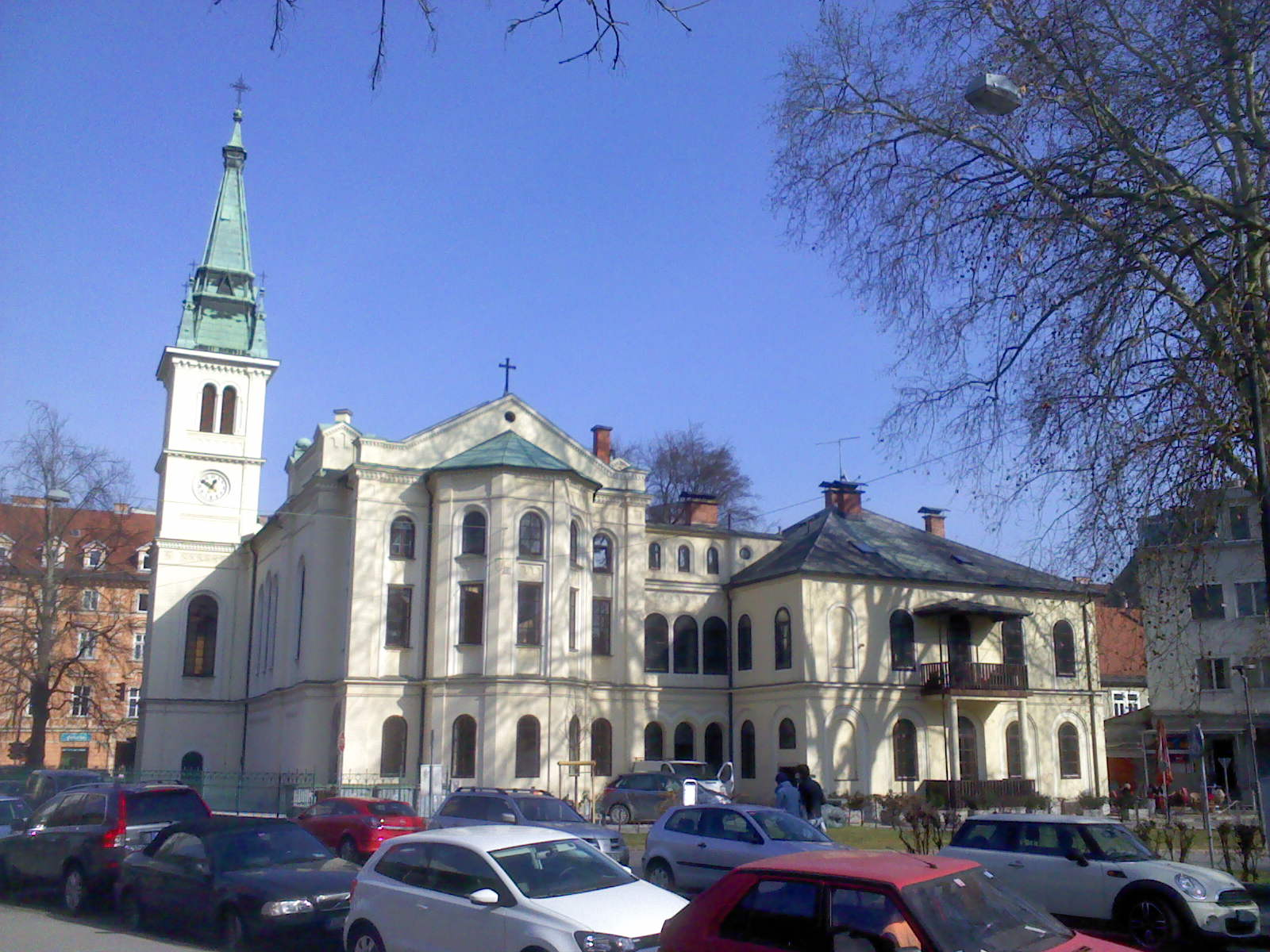
リュブリャナのカトリック教会

### 食文化・伝統料理
ドレンスカ地方のコステル地区には、チュースパイスという、シチューのような伝統料理がある。

### 哲学
スロベニア出身の特に著名な哲学者として、ラカン派精神分析とカントなどのドイツ観念論、ヘーゲル、映画を組み合わせてグローバル資本主義を分析するマルクス主義者スラヴォイ・ジジェクの名が挙げられる。ジジェクの他にラカンに影響を受けた哲学者としてはアレンカ・ジュパンチッチなどが存在する。

### 音楽
以下の著名人を輩出している。
- アトミック・ハルモニク
- アンサンベル・ロカ・ジュリンドレ
- カラマリ (バンド)
- カルティッシモ
- ライバッハ (バンド)
- ヴィンコ・グロボカール - 作曲家
- ラリッサ・ヴルハンク - 作曲家
- Devil Doll (Slovenian band)
- Perpetuum Jazzile
- Slavko Avsenik

### 建築
スロベニアにおける近代建築はマックス・ファビアーニによって導入され、戦時中はヨジェ・プレチニックとイヴァン・ヴルニクによって普及された。
20世紀後半、建築家のエドヴァルド・ラヴニカールと彼の弟子たちの第一世代であるミラン・ミヘリチ、スタンコ・クリストル、サヴィン・セーバーによって、国民的かつ普遍的なスタイルが融合された。次世代は、主にマルコ・ムシッチ、ヴォイテ・ラヴニカール、ユリ・コービー、そして若い建築家グループが主に活動している。

### 世界遺産
スロベニア国内には、ユネスコの世界遺産リストに登録された自然遺産が1件存在する。
- シュコツィアン洞窟群 （1986年登録） - 「地理」の章も参照。

### 祝祭日
| 日付           | 日本語表記                               | 現地語表記                                | 備考 |
| -------------- | ---------------------------------------- | ----------------------------------------- | --- |
| 1月1日、1月2日 | 元日                                     | Novo leto                                 | |
| 2月8日         | プレシェレンの日、スロベニアの文化の祝日 | Prešernov dan, slovenski kulturni praznik | スロベニアの詩人、フランツェ・プレシェーレンが死亡した日。                                                                                                   |
| 移動祝日       | イースターおよびイースター・マンデー     | Velika noč in velikonočni ponedeljek      | |
| 4月27日        | 占領に対する反乱の日                     | Dan upora proti okupatorju                | かつては、「解放戦線の日」(Dan Osvobodilne fronte)と呼ばれていた。1941年にドイツ、イタリア、ハンガリーのスロベニア支配に対する戦いの解放戦線が設立された日。 |
| 5月1日、5月2日 | 労働者の日                               | Praznik dela                              | |
| 移動祝日       | ペンテコステ・サンデー                   | Binkoštna nedelja                         | |
| 6月25日        | 国家の日                                 | Dan državnosti                            | 1991年に独立宣言を行ったことを祝う日 |
| 8月15日        | 聖母被昇天祭                             | Marijino vnebovzetje (veliki šmaren)      | |
| 10月31日       | 宗教改革の日                             | Dan reformacije                           | |
| 11月1日        | 追悼の日                                 | Dan spomina na mrtve                      | かつては、「死者の日」と呼ばれていた。 |
| 12月25日       | クリスマス                               | Božič                                     | |
| 12月26日       | 独立記念日                               | Dan neodvisnosti                          | 1990年の国民投票の結果、独立が決まったことを祝う日。 |

### スポーツ
サッカー
スロベニア国内でも他のヨーロッパ諸国同様に、サッカーが最も人気のスポーツとなっている。もともと国内ではマイナースポーツであったが、2000年以後サッカースロベニア代表の国際大会での飛躍により変化が訪れる。UEFA欧州選手権の2000年大会とFIFAワールドカップの2002年日韓大会に、相次いで出場したことは国内で大きな驚きとともに捉えられ、サッカーの認知度を一気に高めることに繋がった。さらに2010年南アフリカ大会にも出場を果たし、国中が大変な盛り上がりをみせた。
スロベニアは世界レベルのゴールキーパーを近年輩出しており、セリエAのインテルナツィオナーレ・ミラノで10年以上活躍し続けているサミール・ハンダノヴィッチや、サモラ賞の歴代最小失点率（0.47）と歴代最多受賞（5回）を誇るアトレティコ・マドリード所属のヤン・オブラクがいる。なお日本との関係では、Jリーグで長年プレーしていたミリヴォイェ・ノヴァコヴィッチやズラタン・リュビヤンキッチなどが知られている。
バスケットボール
スロベニアは人口わずか200万足らずにもかかわらず、多数のNBA選手を輩出している欧州でも有数のバスケットボールの強豪国である。国内には数多くのNBA選手や有名選手を輩出してきた、プレミアリーグのLiga Nova KBMと呼ばれるプロリーグを持つ。代表チームの課題は有力選手の多数がNBAに所属しているため、オフシーズンの代表招集で常にベストメンバーが揃わないことである。そんな中欧州選手権では2005年大会で6位入賞し、独立後初の世界選手権出場を掴んだ。2006年世界選手権では予選リーグを突破し、決勝トーナメントに進出しベスト16となり、最終順位は12位を獲得した。
2007年には北京五輪の欧州予選を兼ねた2007年ユーロバスケットの7位決定戦で、トニー・パーカー率いるフランスを破り世界最終予選の切符を獲得したが、この大会の決勝トーナメントでプエルトリコに破れ、独立後初の五輪出場の夢は叶わなかった。また、2017年ユーロバスケットでは初優勝した。さらに2021年東京五輪の出場権をかけた最終予選では、五輪の常連であり開催地でもあるリトアニアを、決勝で破って優勝し初の出場権を得た。なお本大会では4位となった。
自転車ロードレース

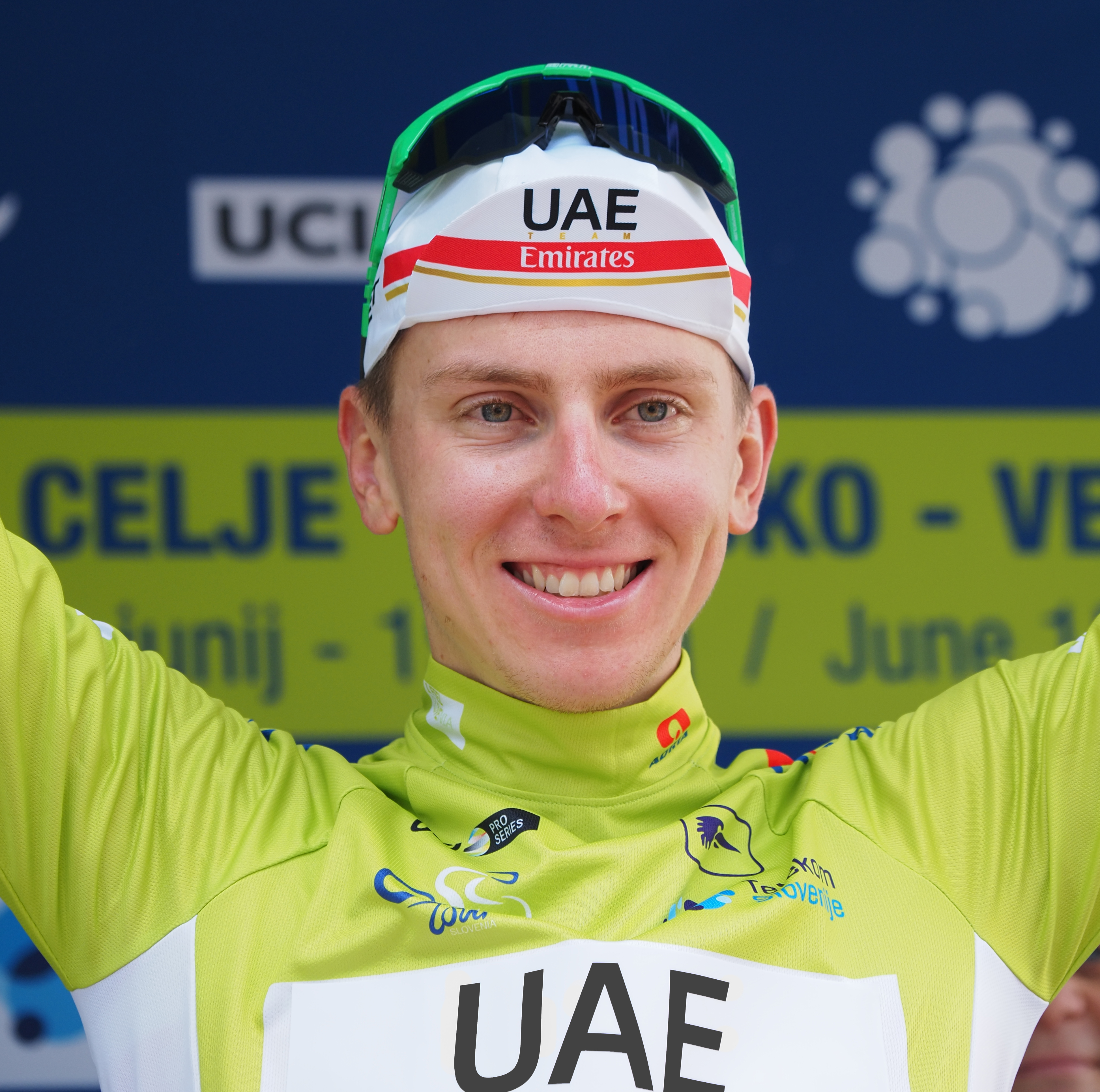
ツール・ド・フランスを2連覇したタデイ・ポガチャル

2010年に名門ステージレースのクリテリウム・デュ・ドフィネをヤネス・ブライコヴィッチが総合優勝した他、第4のグランツールとも言われるツール・ド・スイスを2015年と2017年の2度総合優勝したシモン・シュピラック、2018年にビンクバンク・ツアーを総合優勝、2022年にミラノ〜サンレモを優勝したマテイ・モホリッチ、2019年にツアー・オブ・カリフォルニアを総合優勝し、2020年と2021年にツール・ド・フランスを2連覇したタデイ・ポガチャル、2019年から2021年にブエルタ・ア・エスパーニャを3連覇したプリモシュ・ログリッチなど、2010年代に入ってからはロードレースの世界第一線で活躍をする選手を多く輩出している。
ウィンタースポーツ

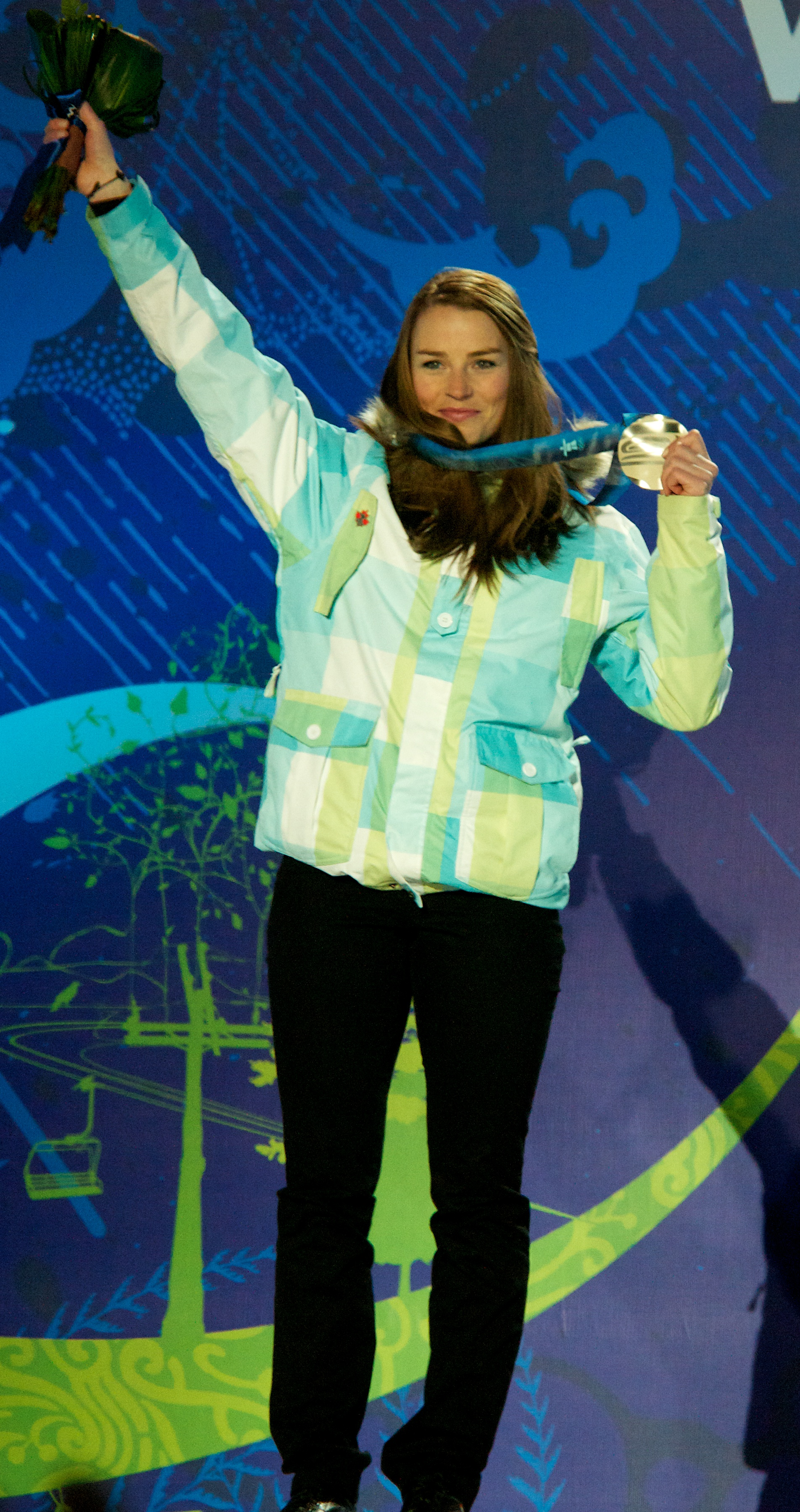
アルペンスキー選手のティナ・マゼ

国内に数多くのスキーリゾートを抱えていることから、スロベニアではスキーをメインとしたスノースポーツが盛んである。アルペンスキーではティナ・マゼを輩出している。スロベニアの北西部ゴレンスカ地方にあるクランスカ・ゴーラのスキー場や、世界最大のジャンプ台を擁するプラニツァのスキージャンプは世界的に有名である。
オリンピック
スロベニアはオリンピックには1992年アルベールビル五輪で初参加を果たし、2021年東京五輪までに金メダル10個を含む通算45個のメダルを獲得している。